# Gianfranco Mingozzi
Gianfranco Mingozzi (Molinella, 5 d'abril de 1932 – Roma, 7 d'octubre de 2009) va ser un guionista i director de cinema italià.

## Biografia
Va passar la seva adolescència a la seva ciutat natal, San Pietro Capofiume, una fracció de Molinella, a la província de Bolonya.
Es va llicenciar en dret a la Universitat de Bolonya i després al Centre Experimental de Cinematografia de Roma. És ajudant de direcció de Federico Fellini a La dolce vita (1960), en la qual també apareix com a actor.
Posteriorment va començar a fer documentals i va obtenir diversos premis, com el Lleó d'Or al Festival de Cinema de Venècia i la selecció dels Oscar 1966 per Con il cuore fermo, Sicilia (1965), pel seu treball com a documentalista.
També va fer diversos llargmetratges, com ara Trio (1967), Sequestro di persona (1968), L'iniziazione (1986) i Tobia al caffè (2000).
Va deixar una part del seu arxiu cinematogràfic a la Cineteca di Bologna, que li va dedicar una col·lecció.

## Curiositat
L'actor Gabriele Tinti va néixer a pocs quilòmetres de la ciutat natal de Mingozzi, a qui Mingozzi pretenia dedicar un documental biogràfic.

## Filmografia

### Curtmetratges
- Gli uomini e i tori (1959)
- La Taranta (1961)
- Via dei Piopponi (1962)
- I mali mestieri (1963)
- Il sole che muore (1964)
- Per un corpo assente (1968)

### Documentals
- Festa a Pamplona (1959)
- La taranta (1962)
- Le finestre (1962)
- Il putto (1963)
- Notte su una minoranza (1964)
- Al nostro sonno inquieto (1964)
- Con il cuore fermo, Sicilia (1965)
- Michelangelo Antonioni storia di un autore (1966)
- Corpi (1969)
- Mille e una vita (1978)
- Il tuffatore (1979)
- Sulla terra del rimorso (1982)
- L'ultima diva: Francesca Bertini (1982)
- Bellissimo: immagini del cinema italiano (1985)
- La terra dell'uomo (1986)
- Arriva Frank Capra (1986)
- Giorgio/Giorgia - Storia di una voce (2008)
- Noi che abbiamo fatto la dolce vita (2009)

### Llargmetratges
- La vedova bianca, episodi del film Le italiane e l'amore (1961)
- Trio (1967)
- Sequestro di persona (1968)
- La vita in gioco (1972)
- Flavia, la monaca musulmana (1974)
- Fantasia, ma non troppo, per violino (1976)
- La vela incantata (1983)
- L'iniziazione (1986)
- Le lunghe ombre (1987)
- L'appassionata (1988)
- Il frullo del passero (1988)
- Tobia al caffè (2000)

### Televisió
- Gli ultimi tre giorni - telefilm (1977)
- Il treno per Istanbul - sèrie de televisió (1980)
- Vento di mare - sèrie de televisió (1991)
- La vita che ti diedi - telefilm (1991)

## Assaigs
- La vita in gioco, Cooperativa Prove 10, 1976
- amb Claudio Barbati i Annabella Rossi, Profondo Sud. Viaggio nei luoghi di Ernesto De Martino a vent'anni da 'Sud e Magia', Feltrinelli, 1978
- La vela incantata, ERI, 1982
- Dolce Dolce vita. Immagini da un set di Federico Fellini, Giorgio Amad' Studio Menna editore, 1999
- Francesca Bertini, Cineteca di Bologna, Le Mani, 2003